# Ендюранс (кратер)
Ендюранс (англ. Endurance) — ударний кратер на Марсі. Знаходиться на плато Меридіана по координатах 1,9°  пд. ш. 354,5° сх. д. Його досліджував марсохід «Оппортьюніті» з травня по грудень 2004 року. Кратер названий іменем британського морського судна «Ендюранс», на якому експедиція Ернеста Шеклтона пробувала підійти до Антарктиди, але зазнала невдачі.
«Оппортьюніті» ввійшов усередину кратера 15 червня (134-й сол), а 14 грудня (315-й сол), закінчивши його вивчення, виїхав. Перебуваючи всередині кратера, марсохід долав різні перешкоди, зокрема круті схили. Місцями були проблеми зчеплення коліс із ґрунтом і пробуксовування.

## Дослідження марсоходом «Оппортьюніті»

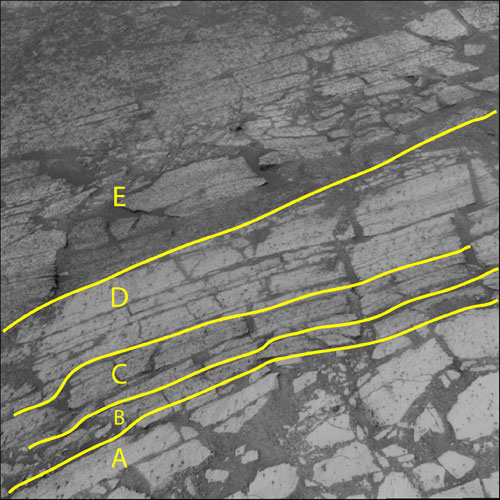
Шари гірських порід в місці під назвою «Каратепе».

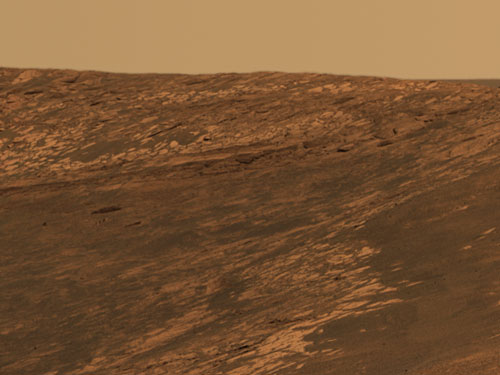
Місце під назвою «Каратепе» (приблизно в справжньому кольорі).

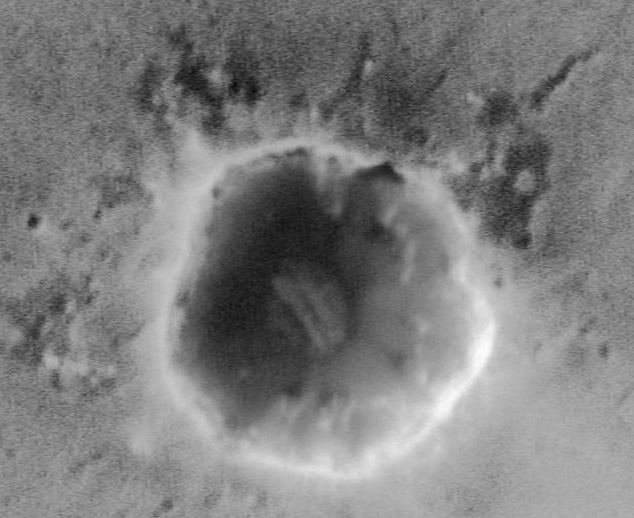
Кратер Эндюранс, знятий орбітальним аппаратом Mars Global Surveyor у квітні 2004 року.

Після прибуття до кратера «Оппортьюніті» почав вивчати його геологію. Ровер успішно спустився в кратер і почав досліджувати місце, яке отримало назву «Каратепе».
На малюнку зліва показані шари гірських порід, позначені буквами. Структура і хімічний склад мінялись із глибиною. Вчені дійшли висновку, що їхній вік можна пояснити схемою (картинка зліва); ті, що вище, — молодші, нижні — давніші.
«Оппортьюніті» поїхав всередину кратера для дослідження піщаних дюн. Він вивчив різні виходи гірських порід. Було вирішено не їздити по дюнах із побоювання, що ровер може в них застрягнути. Замість цього «Оппортьюніті» досліджував камені навколо дюн, перед тим як виїхав із кратера. По дорозі він наткнувся на камінь, названий Wopmay. Його вивчення дало невпевнені свідчення на користь того, що камені на дні кратера піддавались впливу води і до, і після формування кратера.
Далі ровер відправився в місце під назвою Burns Cliff. Ця назва дана на честь покійного геолога Роджера Бернса (Roger Burns) із Массачусетського технологічного інституту. Сильне прослизання коліс ровера заважало використовувати для досліджень маніпулятор, але «Оппортьюніті» передав знімки цього місця у високій роздільній здатності, зроблені камерою Pancam. На знімках видно шари осадових порід, які, можливо, були відкладені в рідкому середовищі. Ці породи пізніше були названі формацією Бернс, але до затвердження Міжнародним астрономічним союзом це ім'я не є офіційним.
Burns Cliff був останнім пунктом досліджень в кратері. Під час виїзду із кратера у ровера продовжились проблеми із прослизанням. Залишивши кратер Ендюранс, ровер направився до свого теплозахисного екрана. Позаду нього був знайдений незвичайний камінь, який пізніше виявився першим виявленим на іншій планеті метеоритом — Heat Shield Rock.

## Пошук води
«Оппортьюніті» провів близько пів року, вивчаючи кратер Ендьюранс. За цей час він зібрав багато даних, які підтвердили гіпотезу про наявність в минулому рідкої води на Марсі. Виявилося, що вода покривала цю місцевість багато разів: водойми з'являлися і зникали, залишаючи евапорити. Вивчення їх складових, зокрема сульфатів, вказує на те, що ця вода була досить кислотною, але це, на думку дослідників, не виключає можливості наявності в минулому в цих місцях життя.

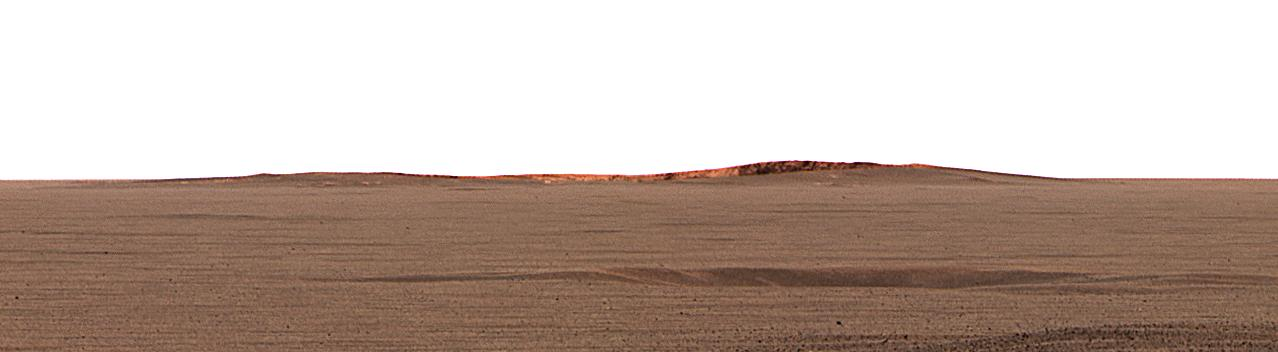
Краї кратера Эндюранс, вид з місця посадки «Оппортьюніті» (із кратера Ігл)